# Wallburg Dedenhausen
Die  Wallburg Dedenhausen ist eine abgegangene Ringwallanlage in der Ortschaft Dedenhausen der Gemeinde Uetze in der niedersächsischen Region Hannover.
Die Befestigungsanlage hatte einen Durchmesser von rund 100 Metern und lag auf der Westseite des Dorfes am Rand der Fuhseniederung. Ihre Entstehungszeit wird im Frühmittelalter vermutet. Auf historischen Karten der Kurhannoverschen Landesaufnahme von 1781 wird die Burg als kreisrunder Wall dargestellt. Davon ist ein etwa 80 Meter langes Wallstück mit einer Höhe von zwei Metern und einer Sohlbreite von 15 Metern erhalten geblieben. Das Innenbereich der Wallanlage ist gegenüber der Umgebung deutlich erhöht. Ein Zugang befand sich auf der Ostseite. In dem Bereich wurde 1959 in einer Tiefe von einem Meter der Rest eines Pfades aus Reisig gefunden.
Eine historische Überlieferung aus der Entstehungszeit der Anlage ist nicht bekannt. 1508 wird die Wallburg als Besitz der Herren von Bortfeld genannt. Nach dem Erlöschen des Geschlechts wurden 1616 die Herren von Wense mit der Anlage belehnt. 1848 erwarben Bauern des Ortes das Burggelände. Später ist der Ringwall als Material für den Straßenbau zum großen Teil abgetragen worden.
Im Inneren des Ringwalls stand eine 1301 erstmals erwähnte Kapelle. An ihrer Stelle wurde 1703 die St.-Urban-Kirche Dedenhausen errichtet. Auf dem früheren Gelände der Wallburg befindet sich heute ein Friedhof.

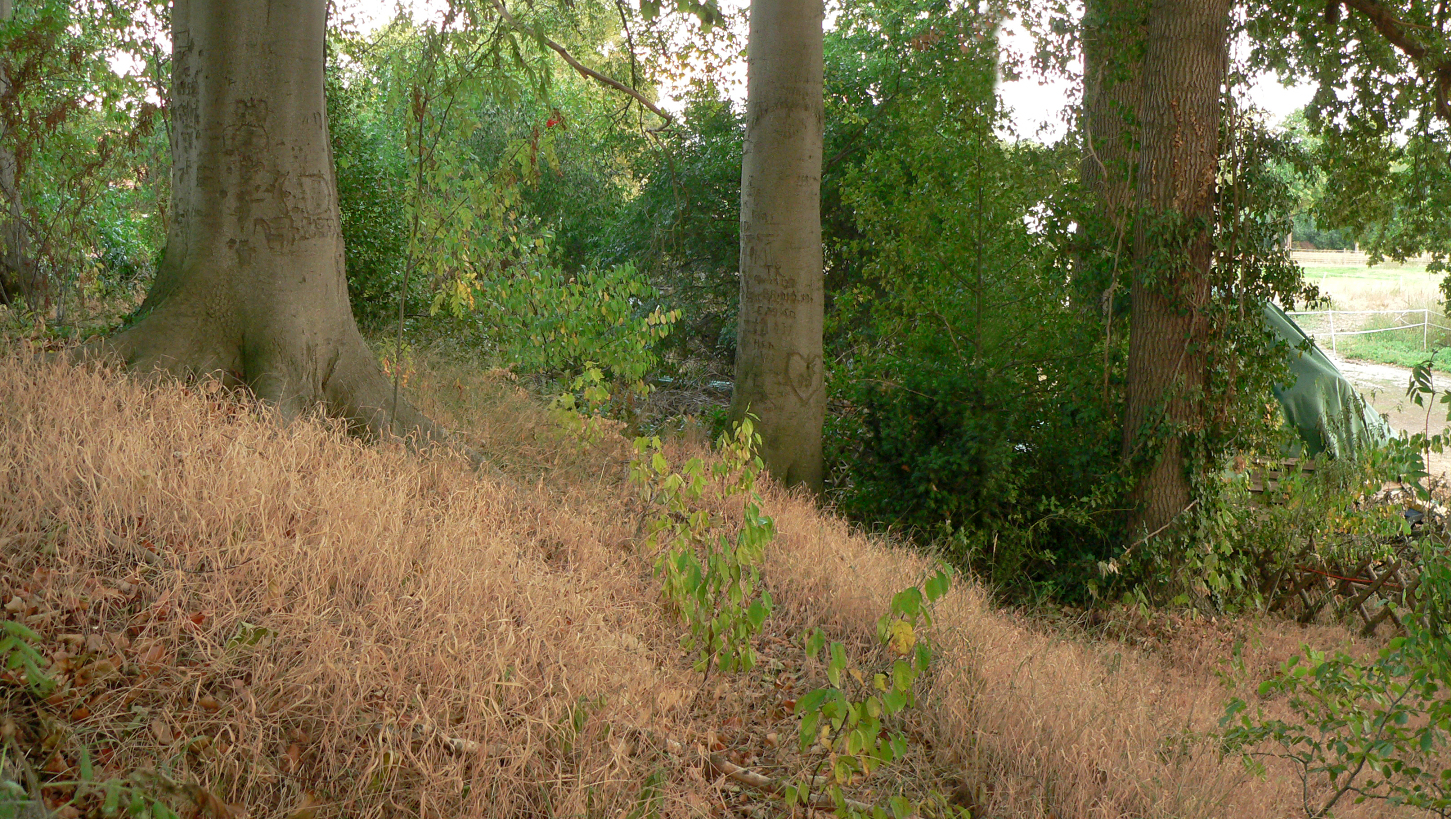
Wallaußenseite zur Fuhseniederung
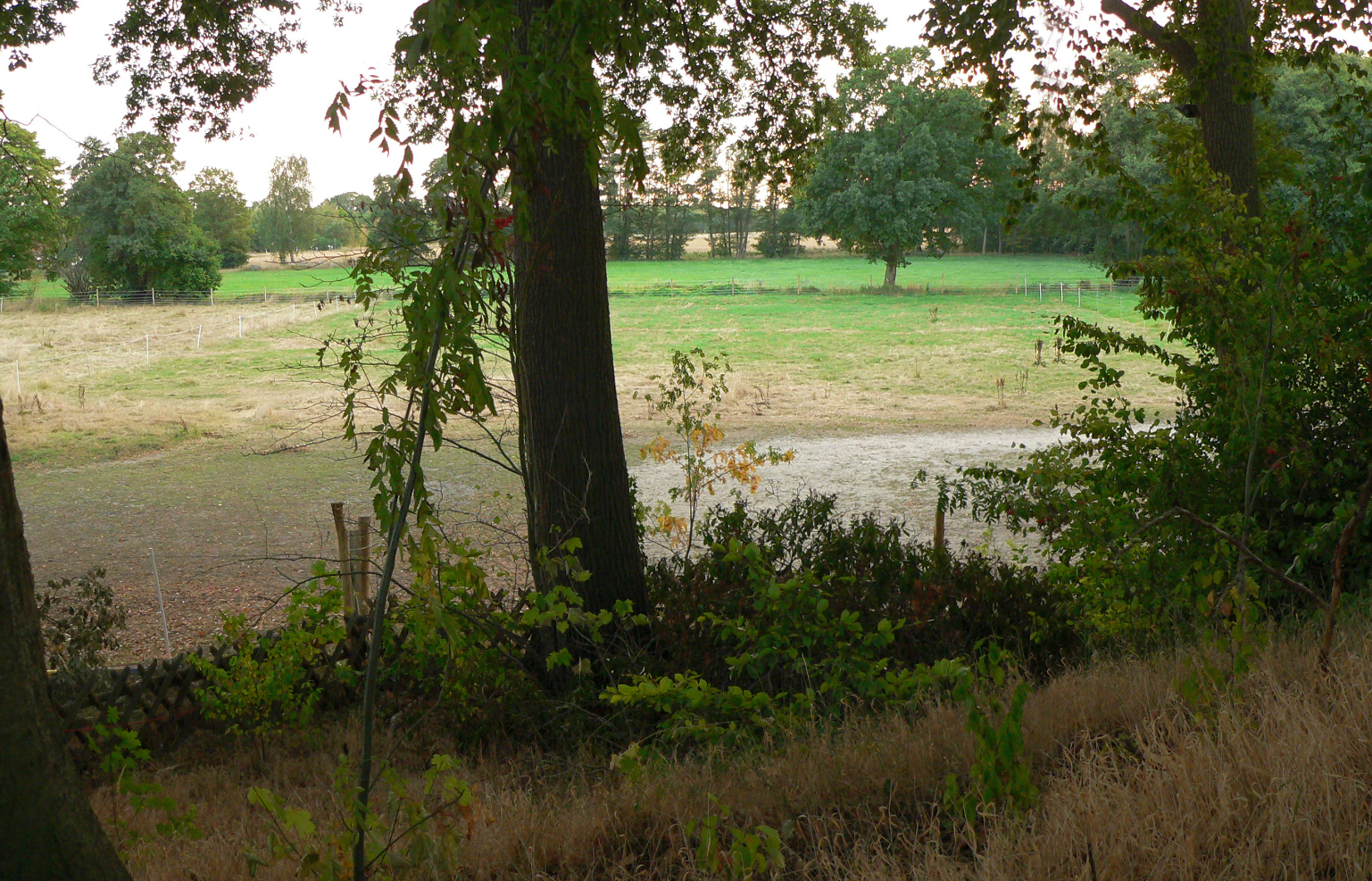
Blick vom Wall in die Niederung
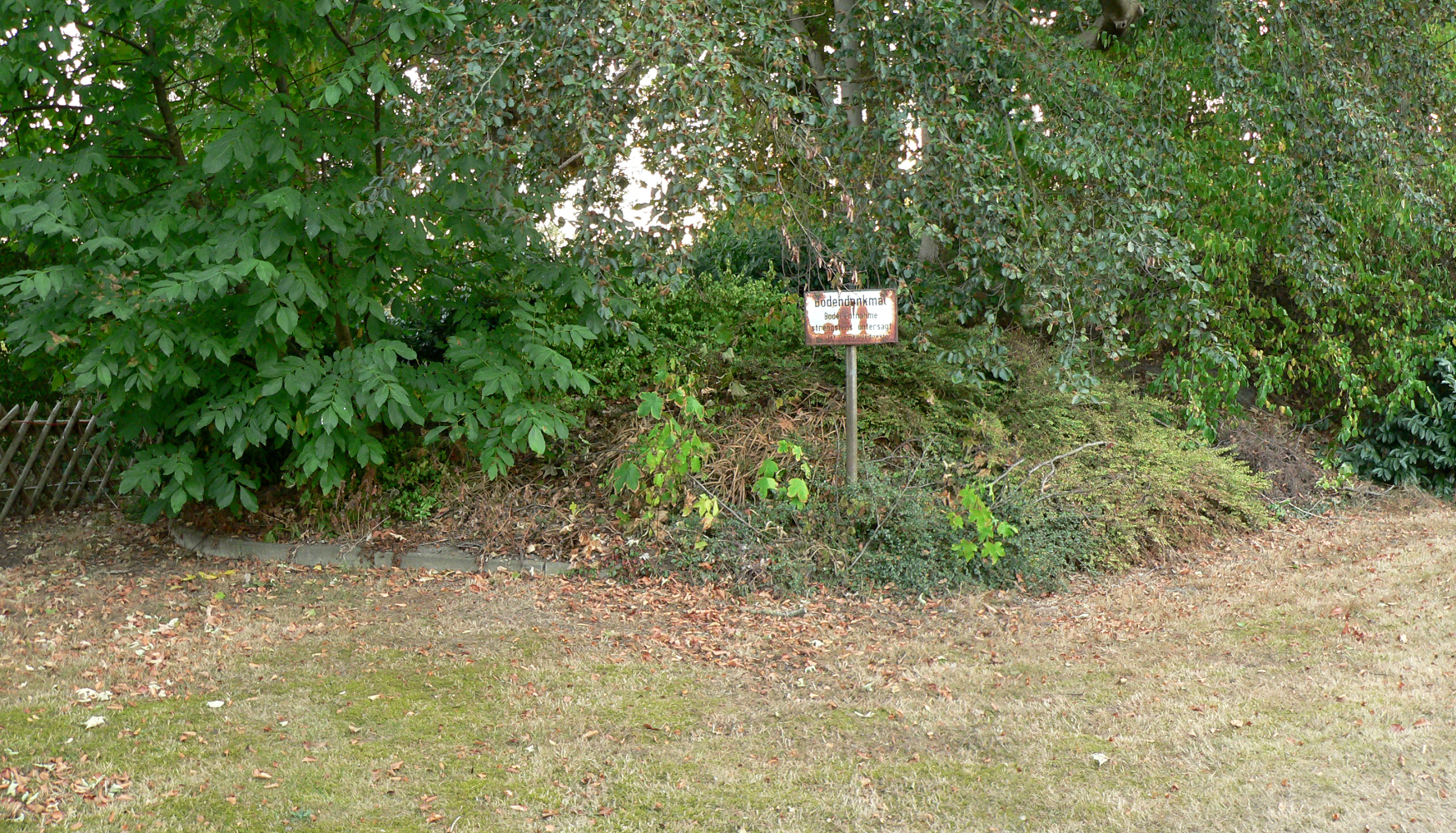
Wallinnenseite zum Friedhof mit Hinweisschild zum Bodendenkmal („Bodenentnahme strengstens untersagt“)